# Teatro dell'Opera del Cairo

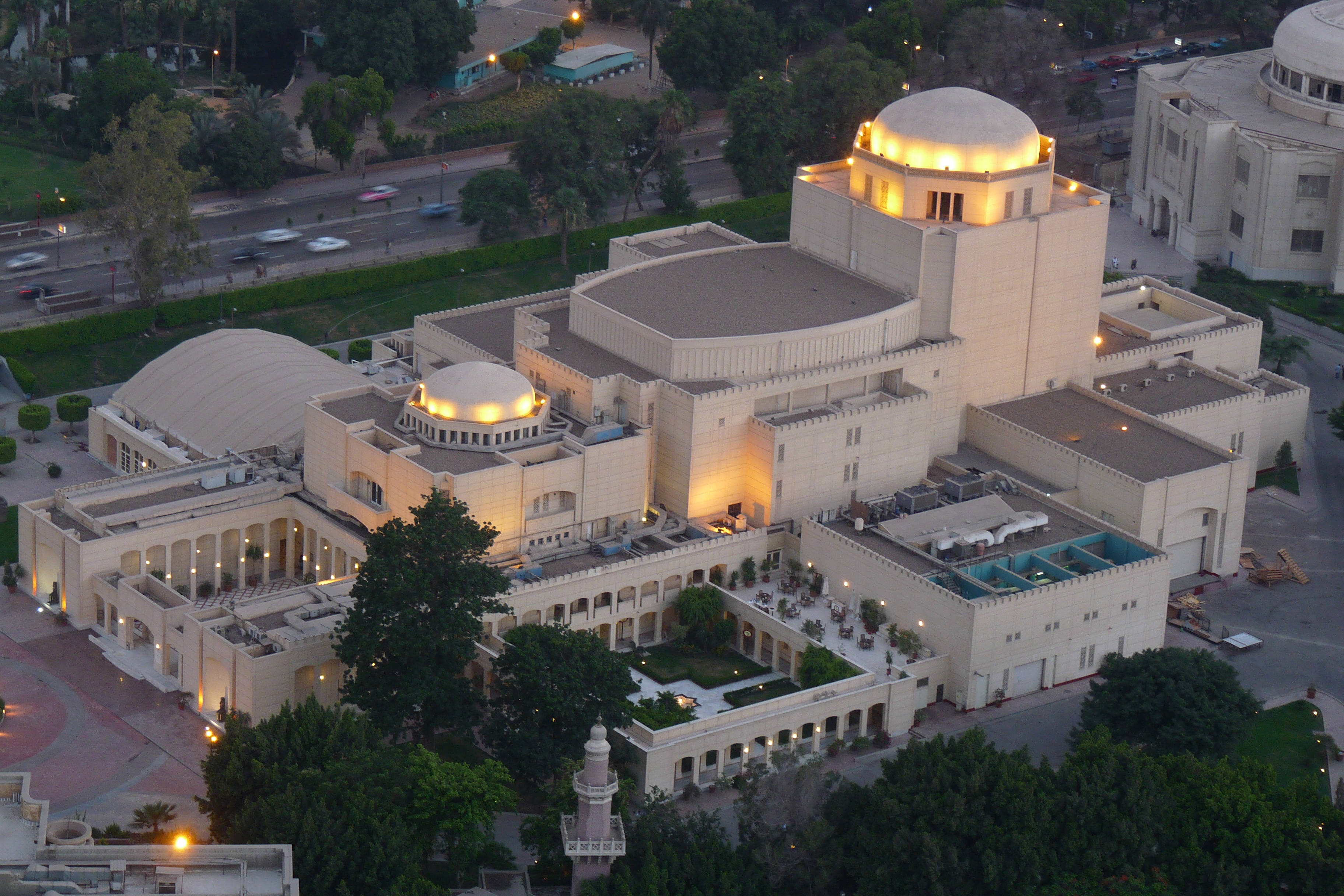
Vista aerea del teatro

Il Teatro dell'Opera del Cairo (in arabo  دار الأوبرا المصرية‎?, Dār el-Oberā Miṣriyya, all'inglese "Egyptian Opera House"), chiamato anche Cairo Opera House, è un teatro polifunzionale facente parte del Cairo's National Cultural Centre, situato nella capitale egiziana. Si trova nella parte meridionale dell'isola di Gezira nel fiume Nilo, nel quartiere di Zamalek vicino al centro del Cairo. Il complesso fu progettato dallo studio giapponese Nikken Sekkei e fu costruito tra il 1985 e il 1988 (anno in cui fu inaugurato).